# روبرت مونتگمری (ورزشکار)
روبرت مونتگمری (انگلیسی: Robert Montgomerie; ۱۵ فوریهٔ ۱۸۸۰ – ۲۸ آوریل ۱۹۳۹) ورزشکار شمشیربازی اهل بریتانیا بود.
وی در مسابقات کشوری و بین‌المللی در مجموع برندهٔ ۲ مدال نقره شده‌است.